# Friedrich Setz
Friedrich Setz (* 20. August 1837 in Hermannstadt, Siebenbürgen; † 26. Februar 1907 in Wien) war ein österreichischer Architekt und Baubeamter. Als k.k. Oberbaurat plante und baute er zahlreiche Postämter in der Österreichischen Reichshälfte der k.u.k. Monarchie, und setzte dadurch frühe Maßstäbe in der Planung von Postämtern.

## Leben

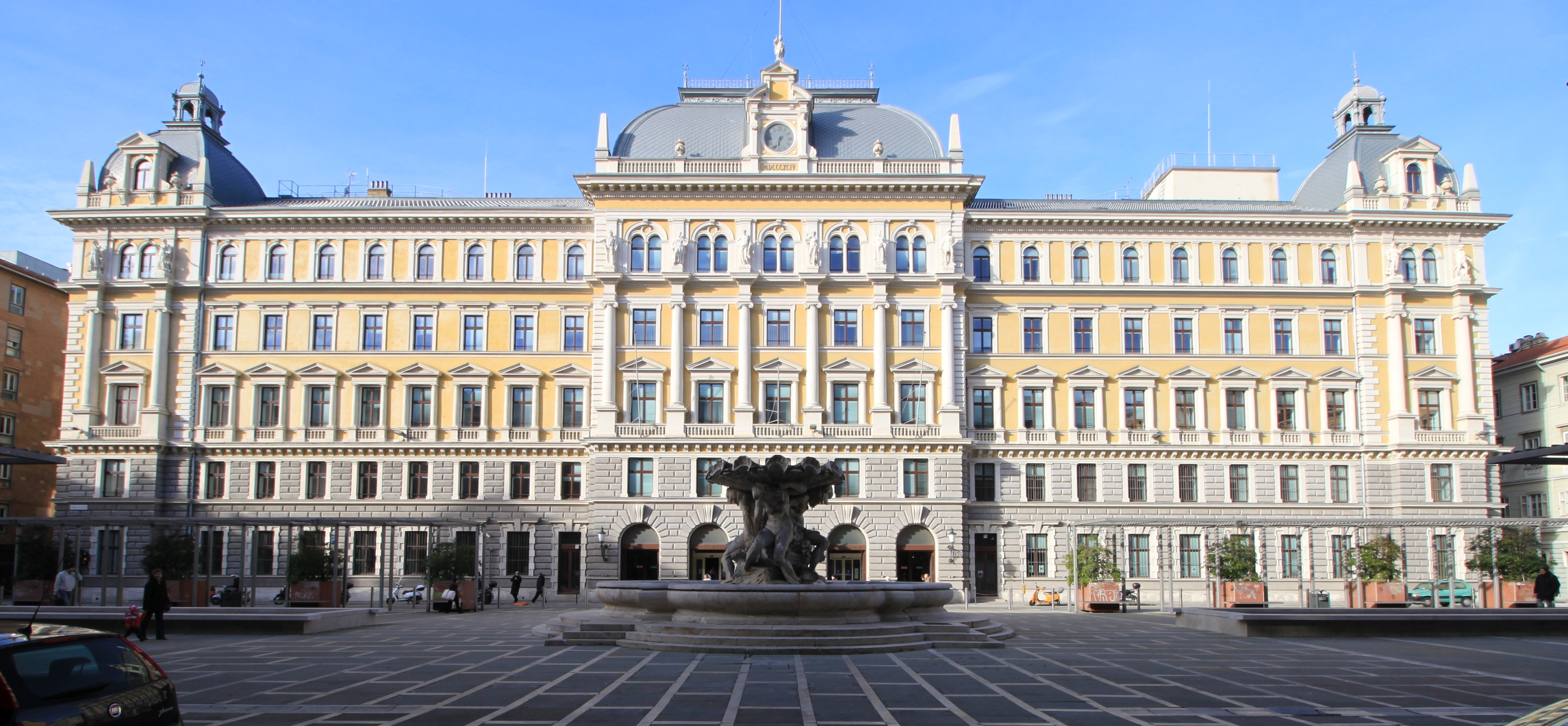
Palazzo delle Poste – Postpalast Triest (1894)

Setz (bis 1858 Samuel Setz) wurde 1837 in Hermannstadt in eine evangelische (A.B.) Familie geboren. Sein Vater war Baumeister und bei der Stadtpfarrkirche Hermannstadt tätig. Nach dem Besuch des Gymnasiums und der Oberrealschule studierte Setz Ingenieurwissenschaften am Polytechnischen Institut Wien (1855 bis 1859) und an der Polytechnischen Schule München (1859 bis 1860). Anschließend studierte Setz Architektur an der Akademie der bildenden Künste Wien (1860 bis 1862) und war daneben als Bauzeichner beim Wiener Architekten Heinrich von Ferstel beschäftigt. In den Jahren 1863 bis 1872 arbeitete Setz als selbständiger Architekt.
1872 begann er eine Laufbahn bei der Baudirektion der Ungarischen Ostbahn in Pest und wechselte 1874 in die Bauabteilung der Generalinspektion der k.k. österreichischen Staatsbahnen in Wien, und war dort von 1876 bis 1880 Vorstand des Fachbüros für Hochbau, von 1880 bis 1885 Oberingenieur in der Direktion für Staatseisenbahnbauten.
Bei der Projektierung und Bauausführung des Post- und Gerichtsgebäudes (1883–1884) im 3. Wiener Gemeindebezirk Landstraße konnte sich Setz einen Namen machen und wurde in der Folge mit der Planung und Leitung aller in der Monarchie neu zu errichtenden Post- und Telegrafenämter betraut. Er wechselte 1889 ins k.k. Handelsministerium, wo er als Vorstand des Büros für Postbauten fungierte. Unter seiner Leitung wurden im Gebiet Cisleithaniens insgesamt 26 Postgebäude errichtet: u. a. in Bozen, Bregenz, Czernowitz, Gablonz, Graz, Karlsbad, Krakau, Laibach, Lemberg, Olmütz, Trient, Triest und Troppau, wobei er für die Projektierung, Ausführung und finanzielle Abrechnung der Bauten verantwortlich war.
1892 erhielt Friedrich Setz den Titel eines k.k. Oberbaurats, und war 1901 teilweise für die Planungen für Umbau und Erweiterung des Hauptpostgebäudes in Prag verantwortlich. Ab 1902 Hofrat, ging er 1905 in den Ruhestand. Setz starb 1907 im Alter von 69 Jahren.

## Werk

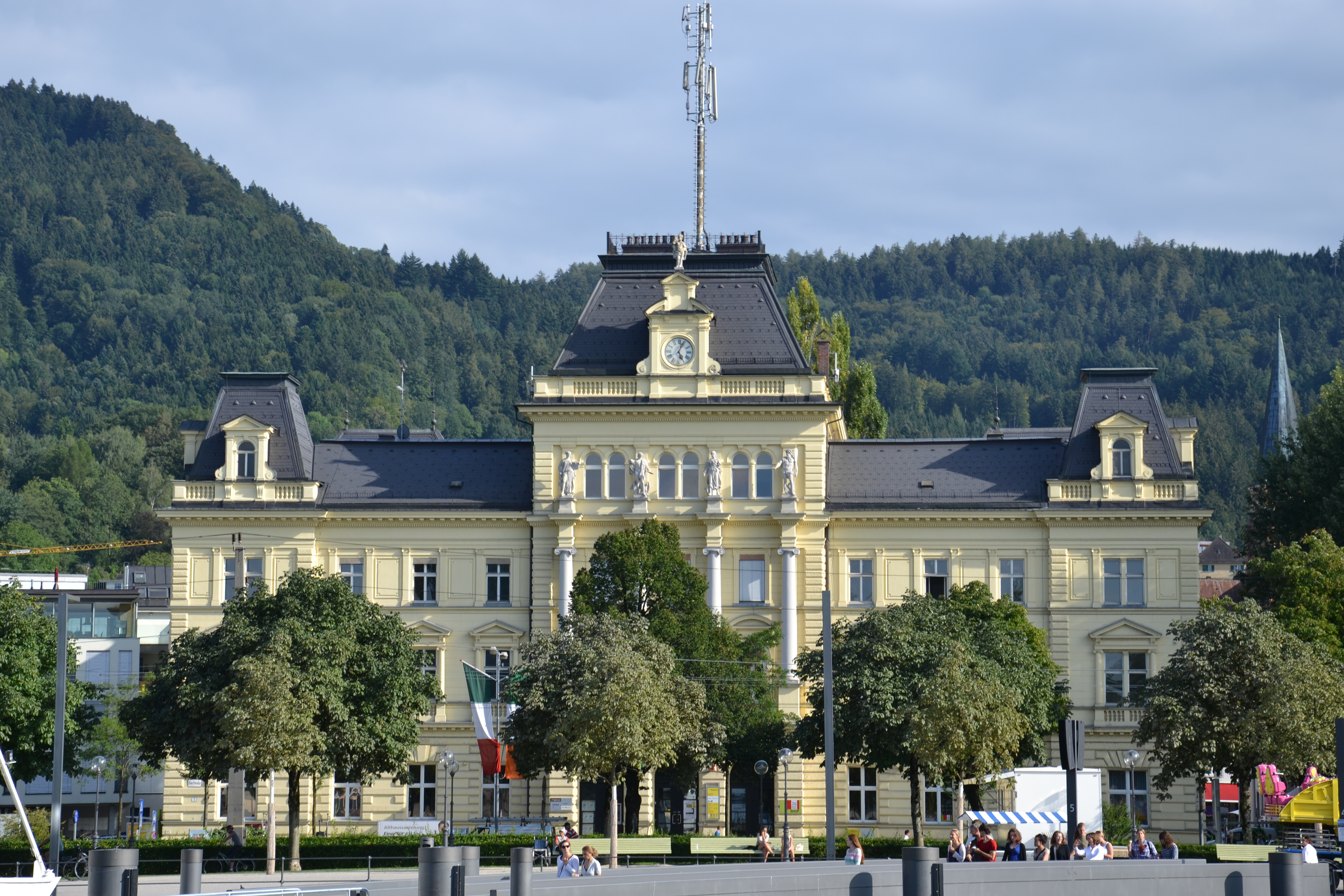
Hauptpostamt Bregenz (1895)

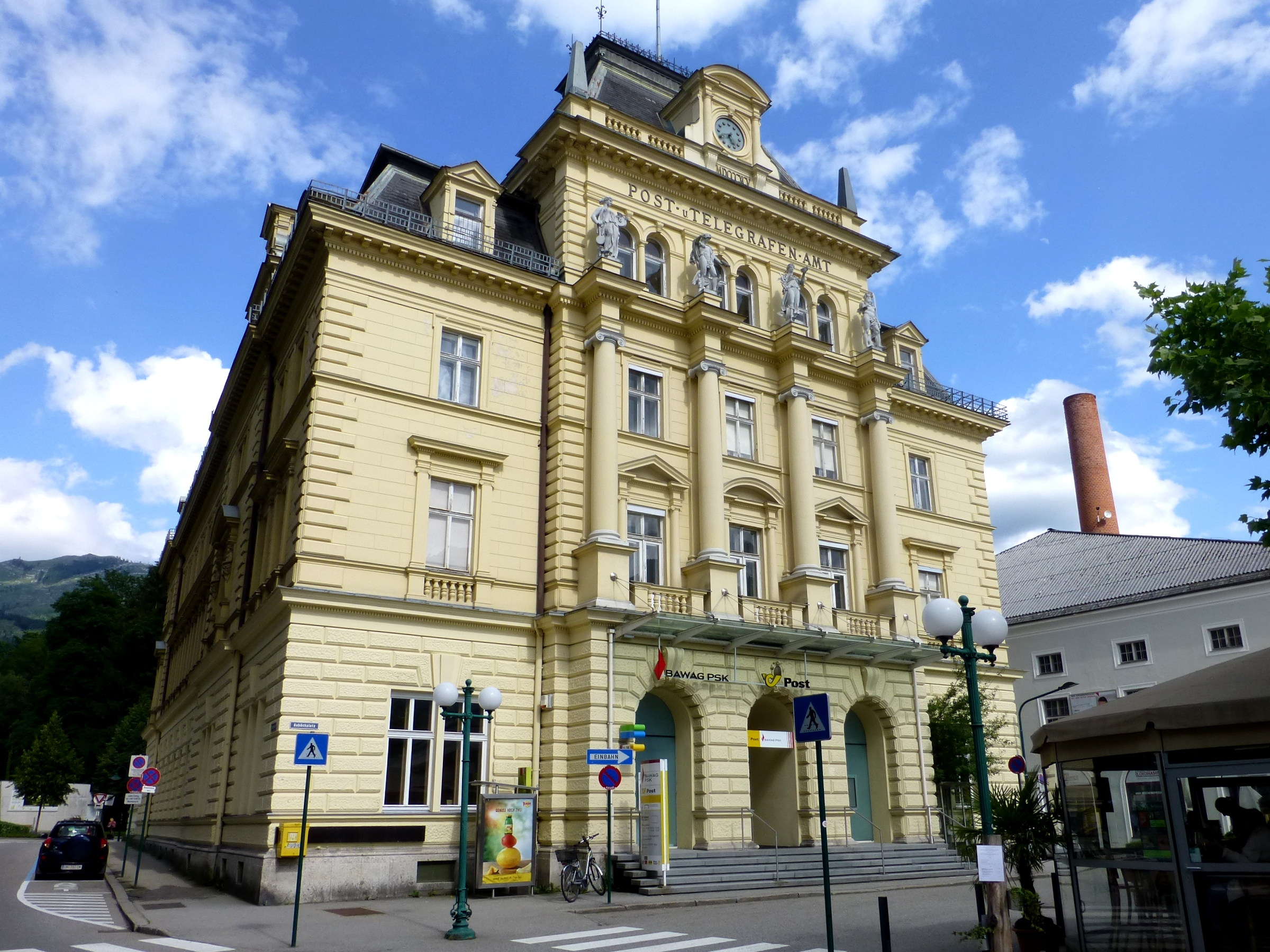
Postamt Bad Ischl (1895)

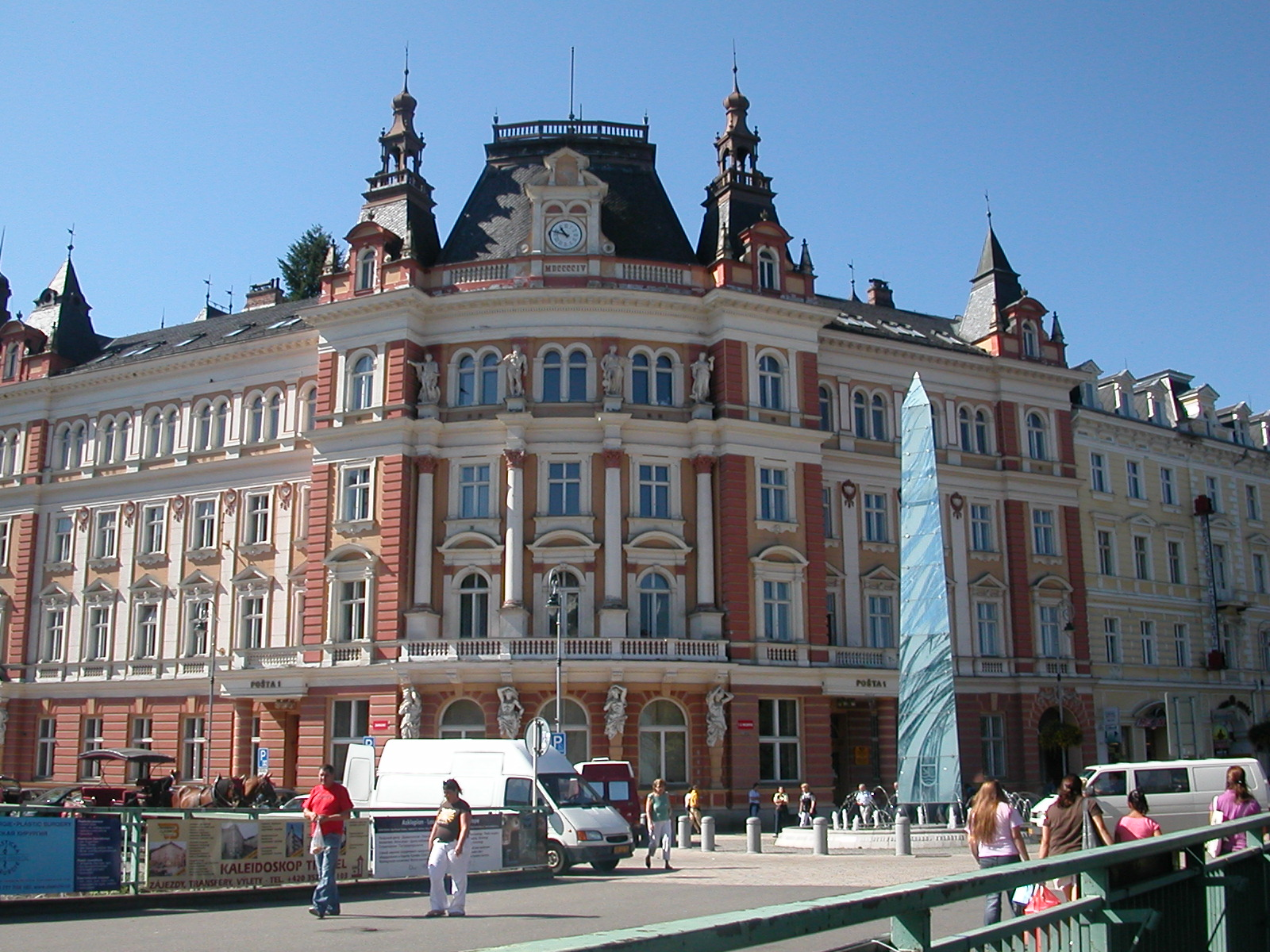
Hauptpostamt Karlsbad (1904)

Setz war einer der wichtigsten posteigenen Architekten Österreich-Ungarns und erbaute in seiner Schaffensperiode über 26 Postgebäude. Der Bautyp „Post“ war damals eine noch junge Bauaufgabe, die im Wesentlichen erst in der 2. Hälfte des 19. Jahrhunderts aufkam. Seine Postgebäude weisen Verwandtschaft zu den nachfolgenden Postsparkassenbauten Otto Wagners auf, insbesondere die mit Glas- und Stahlkonstruktionen überdachten Postschalterhallen wurden durch ihn zu einem posttypischen Raumtyp.

### Bauten (Auswahl)
- 1885–1887: Hauptpostamt, Graz
- 1887–1889: Hauptpostamt, Lemberg
- 1889: Hauptpostamt, Trient (1929–1934 teilweise abgebrochen)
- 1890: Hauptpostamt, Bozen
- 1890–1893: Hauptpostamt, Liberec
- 1890–1894: Hauptpostamt, Triest
- 1892–1894: Hauptpostamt, Gablonz
- 1893–1895: Hauptpostamt, Bregenz
- 1895: Hauptpostamt, Plzeň
- 1895: Postamt, Bad Ischl
- 1899: Hauptpostamt, Litoměřice
- 1899: Hauptpostamt, Písek
- 1900–1904: Hauptpostamt, Karlsbad[3]

## Ehrungen
- 1884: Ritterkreuz des Franz-Joseph-Ordens für seine Verdienste beim Bau der Arlbergbahn[1]